# Jim Verraros
Jim Verraros, né le 8 février 1983 à Crystal Lake, Illinois, aux États-Unis, est un chanteur et acteur américain, issu de la première saison du télécrochet American Idol. Élevé par des parents sourds, il parle couramment la langue des signes.

## Filmographie
- American Idol Season 1 (2002) – Himself
- Eating Out (2004) – Kyle
- Eating Out 2: Sloppy Seconds (2006) – Kyle
- Another Gay Sequel: Gays Gone Wild! (2008) – Priest
- Copacabana (2013) – Flavio/Suzie (in production)[1]

## Discographie

### Albums
| Album Information |
| --- |
| Unsaid and Understood - Release: 2004 - Red Queen Music - Sound Axis |
| Rollercoaster - Release: April 26, 2005 (U.S., Canada) - Label: Koch Entertainment - - 2005: "You Turn It On", Number 21 Hot Dance Music/Club Play - 2005: "I Want You" - 2005: "You're Getting Crazy" - 2005: "Outside" - 2005: "Welcome to Hollywood" |
| Do Not Disturb[réf. nécessaire] - Release: October 18, 2011 |